# Kevin McDonald
Kevin John Patrick McDonald (* 18. srpna 1947, Stoke-on-Trent, Staffordshire, Anglie) je britský římskokatolický kněz, který byl v letech 2003–2009 metropolitním arcibiskupem v Southwarku.